# Ramón Cabrera
Ramón Cabrera y Griñó (26. prosince 1806, Tortosa – 24. května 1877, Wentworth, Spojené království), přezdívaný El Tigre del Maestrazgo (tygr z Maestrazga), byl jedním z předních karlistických velitelů.

## Život
Původně se měl vydat na kněžskou dráhu. Získal nižší svěcení, ale pro svůj nevázaný život mu bylo roku 1833 odepřeno tortoským biskupem Víctorem Sáezem vysvěcení na kněze. Ještě ve stejném roce se přidal ke karlistům barona de Hervés. V roce 1835 se stal vrchním velitelem karlistických vojsk v Aragonu a Valencii. Zde prováděl především guerillovou taktiku. Dne 16. února 1836 byla v odvetu za zastřelení starostů měst Torrecilla a Valdealgorfa popravena María Griñó, Cabrerova matka. V říjnu 1838 porazil v bitvě u Maella vládního generála Pardiñase a získal titul hraběte de Morella. V roce 1839 odmítl mírovou smlouvu z Vergavy a pokračoval v bojích. V létě 1840 byl pak nucen odejít do exilu. Do Španělska se vrátil v roce 1848, aby se zapojil do dalšího karlistického povstání. Shromáždil vojsko o síle necelých 10 000 mužů a s nimi se zúčastnil bitev u Amer a El Pasteral, kde byl raněn. Od Karla V. získal v lednu 1849 titul markýze del Ter. Ani tato válka však pro karlisty nedopadla dobře a Cabrera musel znovu odejít do exilu. Tentokráte do Anglie, kde se oženil s anglikánkou Marianne Catherine Richardsovou. V 70. letech odmítl výzvu Karla VII. k vedení jeho vojsk a v roce 1875 uznal Alfonse XII. za právoplatného španělského krále, čímž se definitivně odpojil od karlistů.